# 明克譲
明克譲（めい こくじょう、525年 - 594年）は、中国の梁から隋にかけての学者・政治家。字は弘道。本貫は平原郡鬲県。

## 経歴
梁の侍中の明山賓の子として生まれた。若いころから経書や史書を渉猟し、談論を得意とした。とくに三礼の礼論について研鑽を積み、占いや暦法・天文に詳しかった。14歳のとき、湘東王蕭繹の下で法曹参軍を初任とした。朱异が儀賢堂で『老子』を講義すると、克譲もこれに参加した。儀賢堂のへりに竹が生えていたので、朱异が克譲にこのことを詠ませると、「君多く愛賞するに非ず、誰ぞ此の貞心を貴ばん」と言ったので、朱异は克譲を賞賛した。克譲は梁の司徒祭酒・尚書都官郎中・散騎侍郎を歴任し、国子博士・中書侍郎を兼ねた。557年、梁が滅ぶと、克譲は長安に入り、北周の明帝に召されて麟趾殿学となった。著作上士の位を受け、外史下大夫に転じた。衛王宇文直の友をつとめたほか、漢東郡太守・南陳郡太守を歴任した。560年、武帝が即位すると、露門学士として召され、太史官とともに新暦の制定にあたった。儀同三司の位を受け、司調大夫に累進し、歴城県伯の爵位を受けた。
581年、隋が建国されると、太子内舎人に任ぜられ、率更令に転じ、爵位は侯に進んだ。太子楊勇の師として礼遇を受けた。太常の牛弘らとともに礼楽の修定にあたり、王朝の典故の多くを正した。594年、病のため退官し、通直散騎常侍の位を加えられた。死去した。享年は70。著に『孝経義疏』1部、『古今帝代記』1巻、『文類』4巻、『続名僧記』1巻、『集』20巻があった。
子の明余慶は司門郎となり、越王楊侗の下で国子祭酒をつとめた。

## 伝記資料
- 『隋書』巻五十八 列伝第二十三
- 『北史』巻八十三 列伝第七十一